# Qadama ibn Jafar
Qadama ibn Jafar est un écrivain arabe.
Qadama est né à Bagdad, d'abord chrétien il se convertit à l'islam à l'âge de vingt ans.
Employé dans l'administration centrale du califat Abbasside, il écrit un livre en rapport avec ses activités professionnelles "Al-Haraj" ou "Livre de l'impôt foncier" composé peu après 929.
Dans ce livre, il décrit en détail l'organisation administrative et fiscale de l'empire et donne des aperçus sur les États avoisinants.
Il fréquentait les cercles littéraires et philosophiques des ministres les plus éminents.
En 937, il entre dans le cercle du vizir Ibn al-Furat, ou il débat sur la logique grecque et la syntaxe arabe.
Au niveau littéraire il a été influencé par l'hellénisme et par les œuvres d'Aristote.